# Tvedestrand (gemeente)
Tvedestrand is een gemeente in de Noorse provincie Agder. De huidige gemeente ontstond in 1960 uit de samenvoeging van de vroegere gemeenten Dypvåg, Holt en de tot dan zelfstandige stad Tvedestrand. De gemeente telde 6.079 inwoners in april 2013.
Tvedestrand grenst aan Risør, Vegårshei, Åmli, Froland en Arendal.

## Beschrijving
Tvedestrand is een kustgemeente direct ten noorden van de hoofdplaats van Aust-Agder, Arendal. De  plaats Tvedestrand is een geliefde toeristenbestemming langs de scherenkust van Zuid-Noorwegen. 
De gemeente wordt ontsloten door de E18 van Kristiansand naar Oslo.

## Geschiedenis
De kerk van Holt stamt uit de 12e eeuw. Omstreeks 1600 was Tvedestrand een lokaal haventje. De huidige stad werd in de 19e eeuw gebouwd als havenstad voor het hoogovenbedrijf Næs jernverk.

## Bezienswaardigheden
- De kerk in Holt uit de twaalfde eeuw, met een oud doopvont, is het oudste bouwwerk in de gemeente.
- Schoolmuseum in Holt
- Het Næs jernverk, een op waterkracht gedreven hoogovenbedrijf uit de 18e eeuw.
- Lyngør, een aantal eilandjes met goed bewaarde houten huisjes (het Venetië van het Skagerrak).

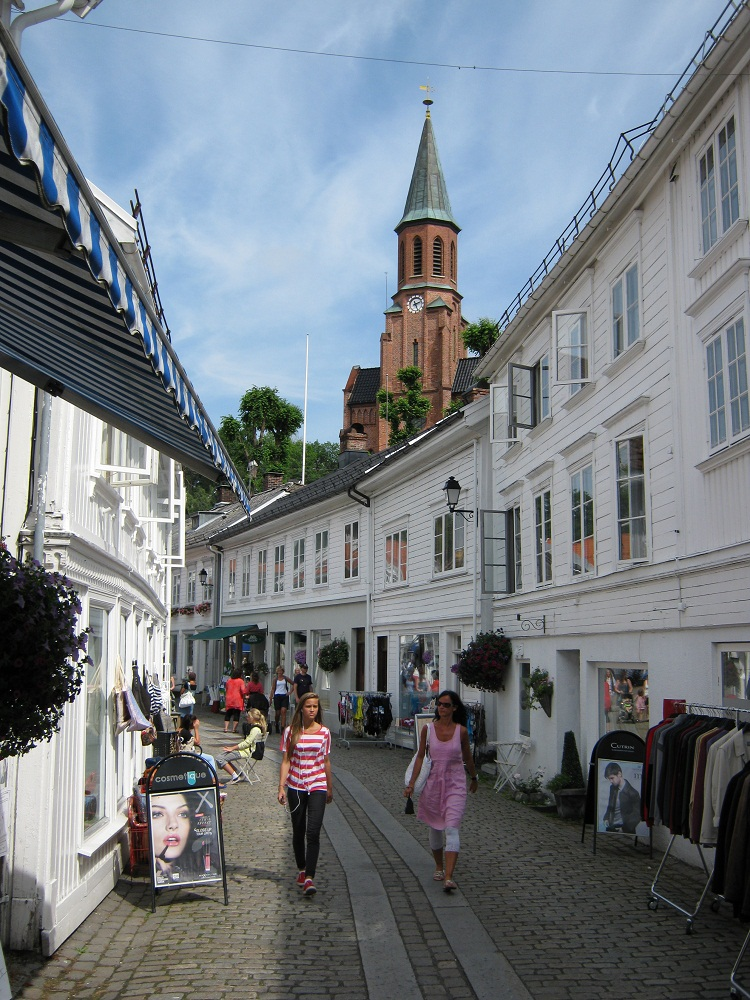
voetgangersgebied in Tvedestrand
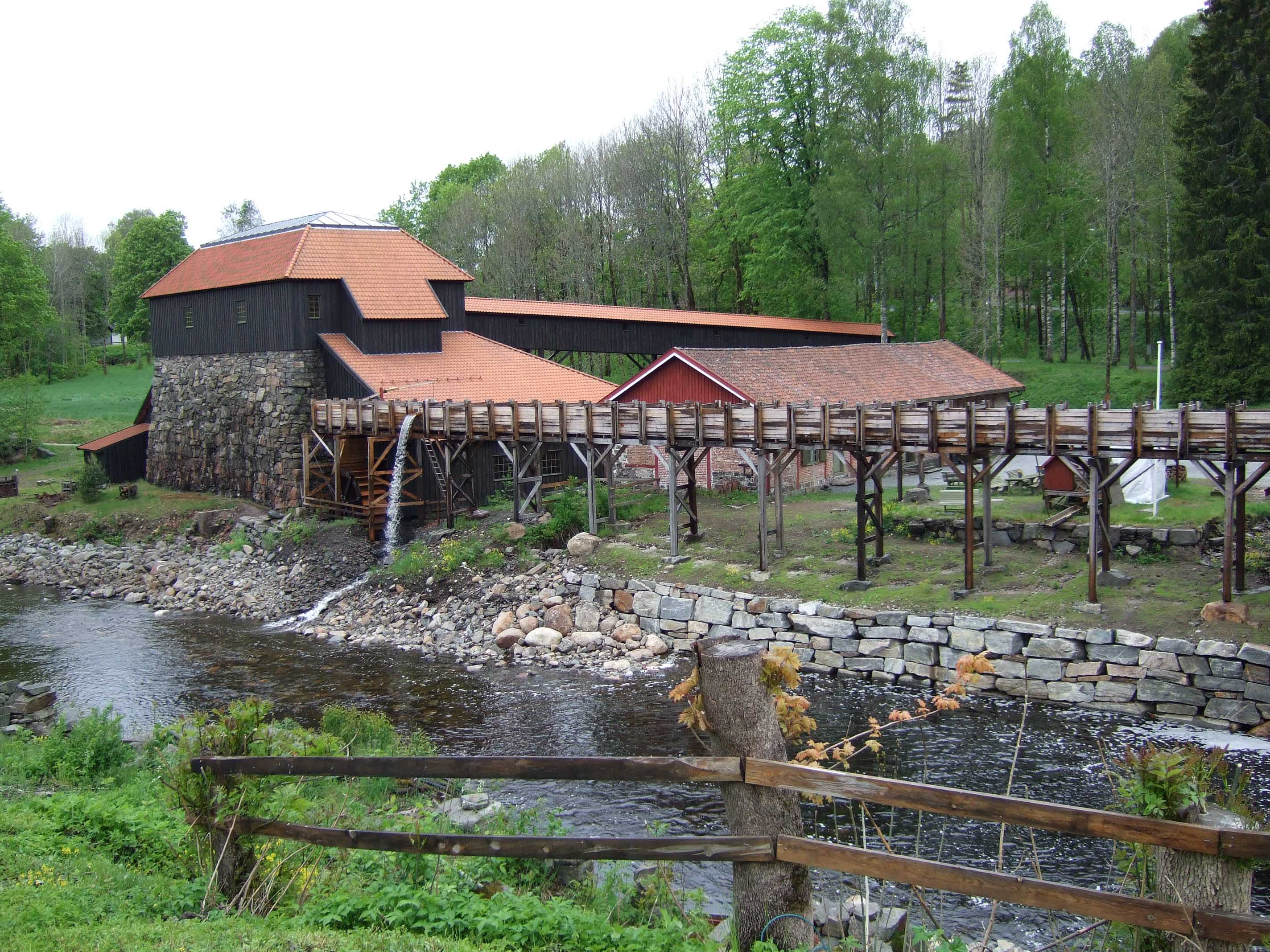
Het oude hoogovenbedrijf
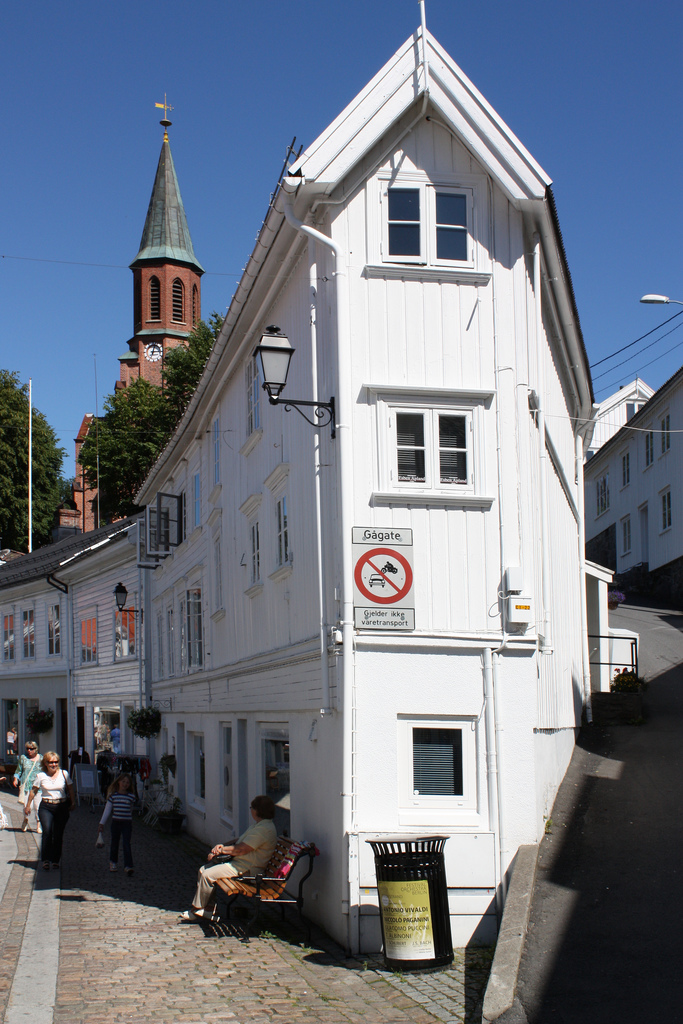
Straatje in Tvedestrand
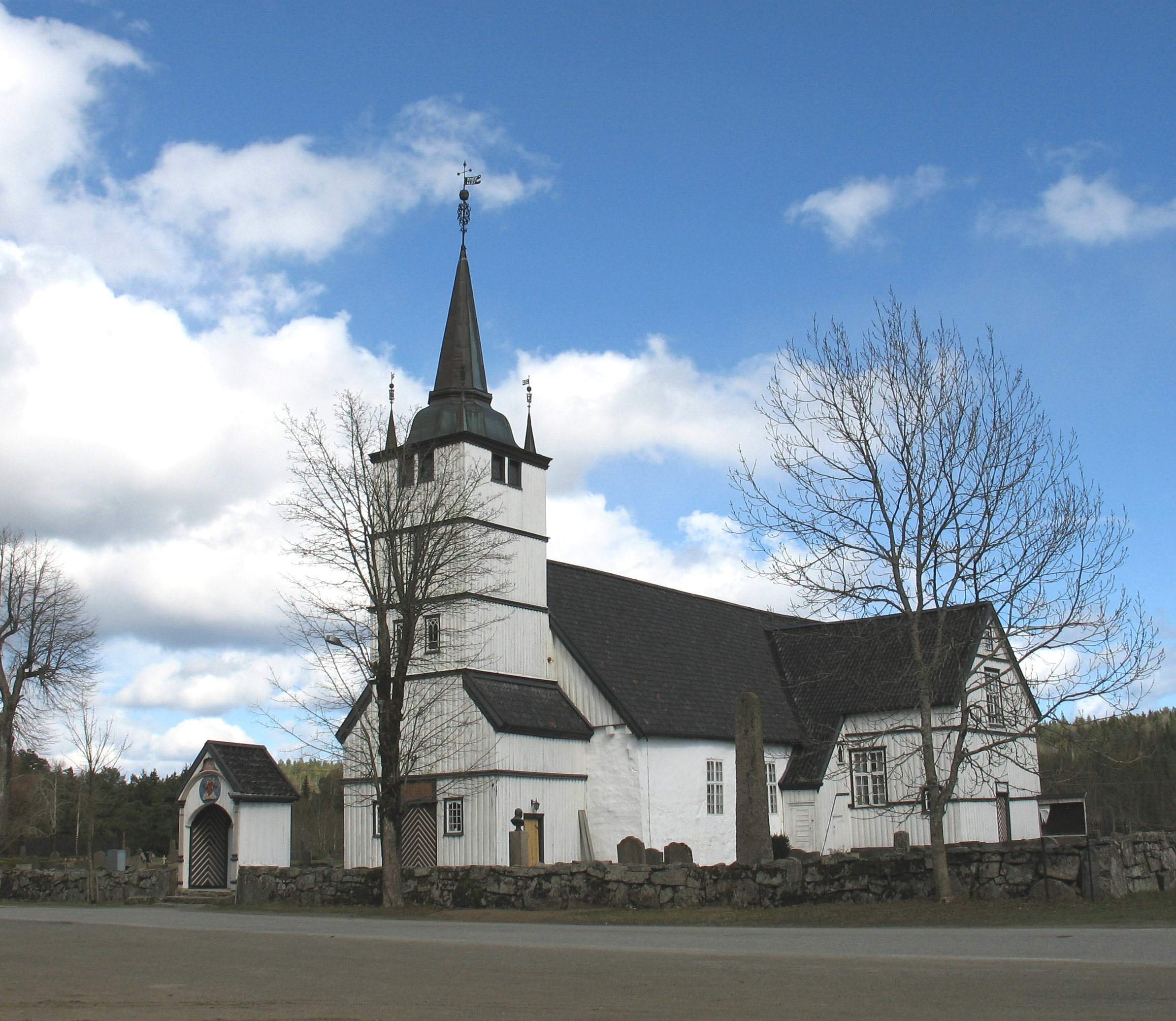
Kerk van Holt
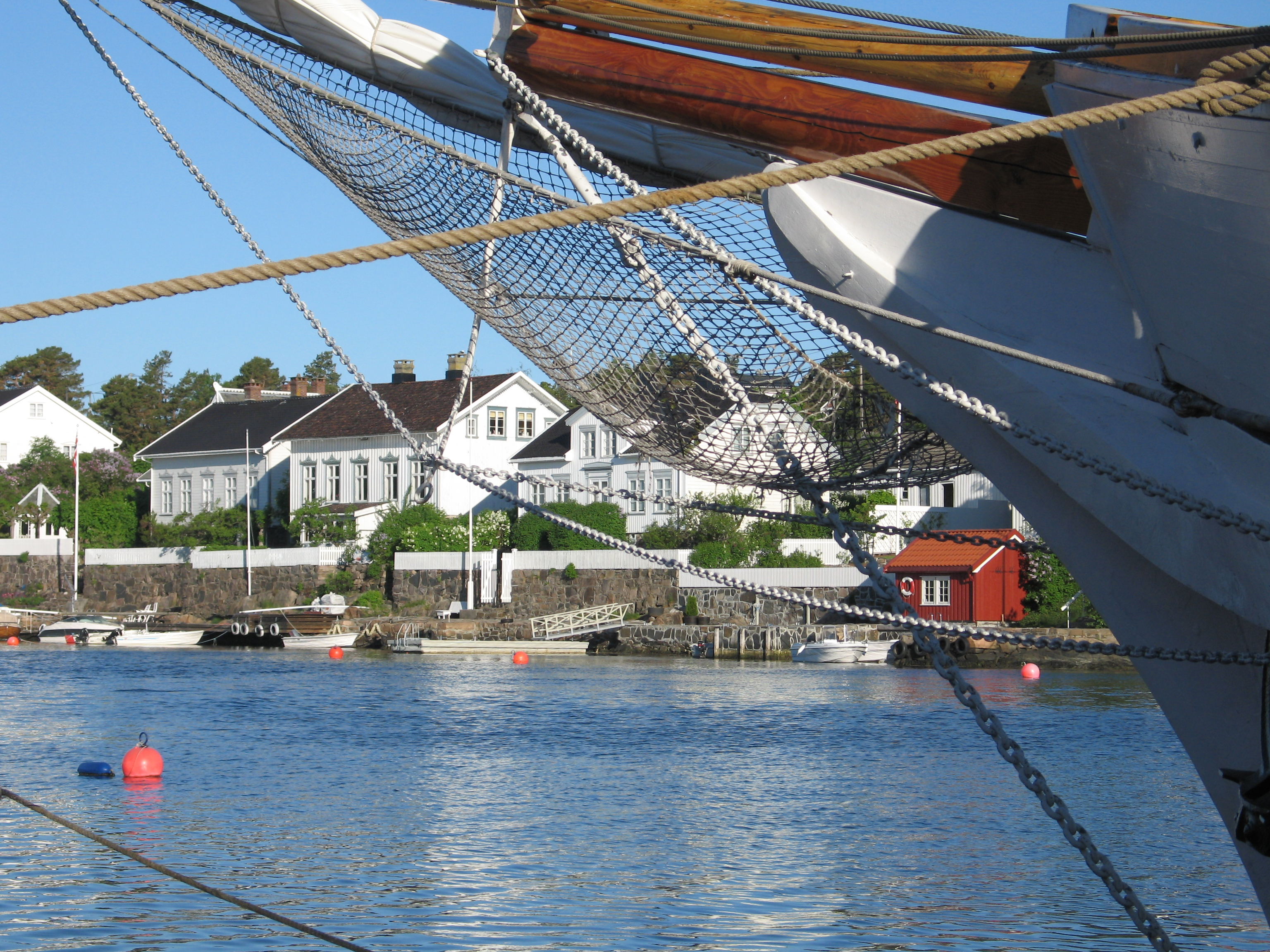
Lyngør

## Geologie
De omgeving van Tvedestrand is een vindplaats van zeldzame mineralen, zoals Helioliet (een oligoklaas), xenotiem en thuliet (een zoisiet).

## Plaatsen in de gemeente
- Tvedestrand
- Holt
- Dypvåg

Arendal · Birkenes · Bygland · Bykle · Evje og Hornnes · Farsund · Flekkefjord  · Froland · Gjerstad · Grimstad · Hægebostad · Iveland · Kristiansand · Kvinesdal · Lillesand · Lindesnes · Lyngdal · Risør · Sirdal · Tvedestrand · Valle · Vegårshei · Vennesla · Åmli · Åseral 

Fylker van Noorwegen